# 自動復帰型ブレーカ

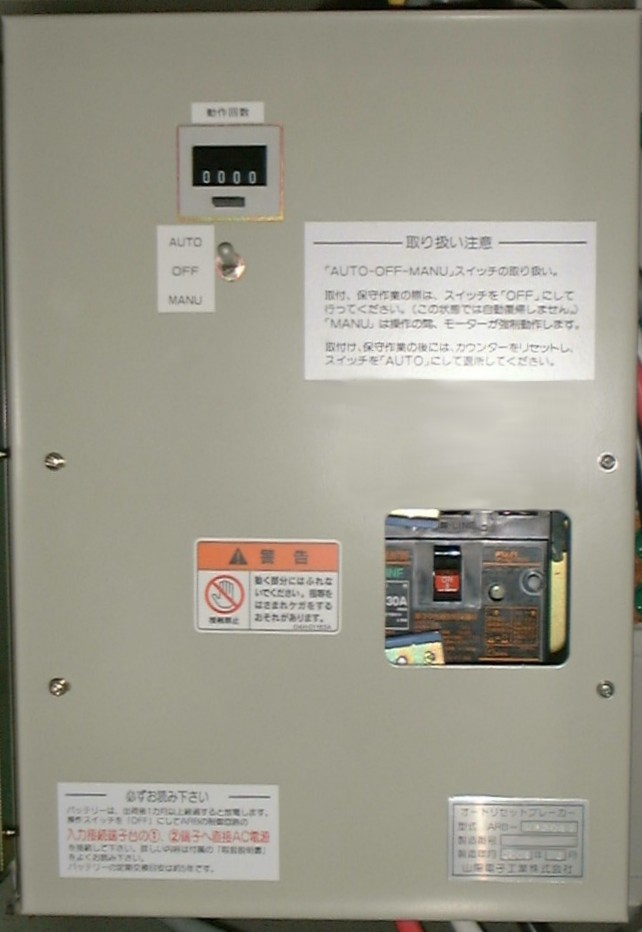
自動復帰型ブレーカ「ARB」山陽電子工業株式会社製

自動復帰型ブレーカ(じどうふっきがたブレーカ)とは、普通、小型のブレーカ、すなわちヒューズを用いないタイプの配線用遮断器(MCCB)などが、サージ電流、振動、あるいは熱などの影響を受けて断(トリップ)状態となったとき、MCCBなどの外部もしくは内部にこれを検出、自動で再投入する機能を持つブレーカのことである。RB(リセット・ブレーカ)、ARB(オート・リセット・ブレーカ)などともいう。なお「えい・あある・びい」の呼称は山陽電子工業株式会社の登録商標。

## 概要
MCCBはこれに接続された電力需要機器などの不具合による過大電流などを即座に遮断し、事故を防止するためのものであるが、電力需要機器の不具合のみならず、突入電流や雷サージなどの過渡的な異常電流、また振動などによってもトリップすることがある。自動復帰型ブレーカはこの対策用に開発されたものである。MCCBのトリップが、電力需要機器の不具合によるものか、過渡的な異常電流によるものなのかを判断するために、一度再投入(試接続)を行い、ごく短時間のうちに再度MCCBなどがトリップした場合、二度と投入しない構造となっているものが多い。しかしながら、たとえ一度であっても、MCCBのトリップ原因を特定することなく再投入することは本来、危険なことであることから、今日では、過渡的な異常電流によるトリップであった場合にのみ、再投入する機能を持つものも開発され、実用に供されている。また、バイメタルなどと併せて一体化した小型のものも開発され、実用に供されている。

## 歴史
もとは日本生まれの放送事故対策用品である。テレビジョン放送開始後、その放送網拡大のため、各地に無人中継所が整備されていったが、当時、その雷サージ対策のために用いられていた主力の低圧電源用避雷器の続流遮断能力はまだそれほど高いものではなかった。サージ電流に対して比較的ゆっくりした動作速度(溶断速度)を持つヒューズと開閉器を組み合わせたもの(代表例はつめ付きヒューズを内蔵したカバー付ナイフスイッチ)をブレーカとしている間はあまり問題とならなかったのであるが、この頃より急速に置き換えの進められたMCCBと当時の低圧電源用避雷器との相性はあまり良いものではなく、避雷器が動作すると、その続流によるMCCBのトリップが発生、中継所内が停電して停波が発生することから、その対策として日本放送協会(NHK)が開発、現在の山陽電子工業株式会社が受託生産を始めた。初期のものは単純に停電を検出してMCCBの操作ノブを押し上げる機構部を有しただけのものであったが、その後、各方面への応用の拡大に伴い、それぞれの目的に応じて改良が加えられ、現在に至っている。

## 実用と使用上の注意点
自動復帰型ブレーカ自体はサージ防護機器ではなく、サージから適切に保護される必要がある。従来からのものは、系統を保護する避雷器にそれを兼務させることがほとんどである。
従来からの自動復帰型ブレーカはMCCBの操作ノブを物理的に外部から押し上げるだけのものであるから、通常のMCCBと避雷器の組み合わせ方法に準じたものにすればよい。MCCBと避雷器の組み合わせ方法は2009年以降、アメリカ保険業者安全試験所(UL)によって詳細規定され、米国では米国国家規格（ANSI）になっている。また日本工業規格(JIS)にも同様の規定がある。以下、ANSI、JISに規定されているところより述べる。
従来からの自動復帰型ブレーカは本来、MCCBの後(出線側)に設けられる、いわゆるギャップ式避雷器の動作によるMCCBトリップ対策用であるが、上位給電装置(柱上変圧器など)の給電能力が自動復帰型ブレーカに搭載されているMCCBの短絡電流定格(SCCR)を超えている場合、自動復帰型ブレーカの出線側に続流を生じる、いわゆるギャップ式避雷器などを設けると、雷サージなどが引き金となり生じる続流により、搭載されているMCCBが破壊されて出火の原因となり、さらにこの際、上位系統を破壊することになるため、自動復帰型ブレーカの出線側に、続流を生じるいわゆるギャップ式避雷器などを設ける場合には、柱上変圧器などとそれ以降の系統を調査・確認・計算し、搭載されているMCCBのSCCRとの矛盾を生じないようにする必要がある。
また続流を生じない、金属酸化物バリスタ(MOV)などを用いた避雷器を自動復帰型ブレーカの出線側に用いる場合であっても、侵入が想定される雷サージ電流値と搭載されているMCCBのSCCRとの間に矛盾を生じないようにする必要がある。なおANSIでは今日、系統破壊を招く避雷器の不適切な使用方法のみならず、原理的に続流を生じ系統破壊を招くことになる避雷器そのものの使用も禁止しており、いわゆるギャップ式避雷器の場合、例えば極めて良好な続流遮断特性を有する特性要素(炭化ケイ素などでは駄目で、極めて理想特性に近い酸化亜鉛粉末の焼結体など)と放電ギャップとを直列に組み合わせたものを除いて使用できなくなっている。
具体的には、サージが侵入しても、自動復帰型ブレーカに搭載されているMCCBを破壊しない程度にまでサージを十分に減ずる(バイパスして減ずる)所定の(計算によって得られる)能力を有し、かつ続流を生じない避雷器(MOV、多くは「酸化亜鉛型」などと呼ばれる避雷器で、JIS C 5381-1 に規定するクラスⅠまたはクラスⅡ適合もしくは相当する性能の避雷器)を自動復帰型ブレーカの前(入線側)に別途、所定の(計算によって得られる)能力を有する遮断器やヒューズとともに設置することが必要である。併せて自動復帰型ブレーカの出線側に設置する避雷器などからの逆流サージ電流なども、搭載されているMCCBのSCCRを超えないようにする必要がある。すなわちこれはJISに規定する総合雷対策システムの一部である。使い方にもよるが、基本的には、自動復帰型ブレーカの入出線どちらにも所定の避雷器を設ける必要がある。機構はほぼ同じであっても、自動復帰型ブレーカは避雷用開閉器とはその原理から全く異なるものなので混同しないように注意が必要である。
従来からのものは、無人の無線中継所の主幹ブレーカ(責任分界ブレーカ)などとして用いられることが多いが、電力会社によっては、その各種規定(内線規程など)により、主幹ブレーカとして使用できないことがある。また自動復帰型ブレーカの出線側にMOVを用いた避雷器を設けた場合、MOVの劣化(絶縁抵抗値の低下)により、MCCBの入り切りを繰り返すようになることがあるので、その対策としてMOVの劣化を感知・自動遮断する遮断器を別途設ける、または避雷器にそれが内蔵されているものを使用するなどの配慮が必要である。特に漏電遮断器などを用いている自動復帰型ブレーカでは注意が必要である。ANSIではこの点から今日、後者のものにしなければならないとしている。
そして従来からの試接続を行うものは、短時間といえども何がしかの異常によりトリップしたブレーカを強制的に一度、ONにするものであることから、例えばブレーカトリップの原因が感電事故であった場合などでは人命にかかわることになるので、もとより人命にかかわる事態を絶対に招かない適用設計は必須である。また短時間の再投入によって、機器へのダメージがないか、あるいはダメージを拡大させず、火災などの事態を招かない適用設計も必要である。
小型のものは今日、従来の温度ヒューズと置き換えられることが多く、家電製品などに広く用いられるようになってきている。